# Haina (Gotha)
Pour les articles homonymes, voir Haina.
Haina  est une ancienne commune allemande de l'arrondissement de Gotha en Thuringe, faisant partie de la communauté d'administration Mittleres Nessetal. 

## Géographie

Situation de la commune (en rouge) dans l'arrondissement de Gotha

Haina est située à l'ouest de l'arrondissement, à la limite avec l'arrondissement de Wartburg, au sud-ouest du bassin de Thuringe, sur la Nesse, à 17 km à l'ouest de Gotha, le chef-lieu de l'arrondissement. 
Haina appartient à la communauté d'administration Mittleres Nessetal (Verwaltungsgemeinschaft Mittleres Nessetal).
Communes limitrophes (en commençant par le nord et dans le sens des aiguilles d'une montre) : Hörselberg-Hainich, Friedrichswerth et Hörsel.

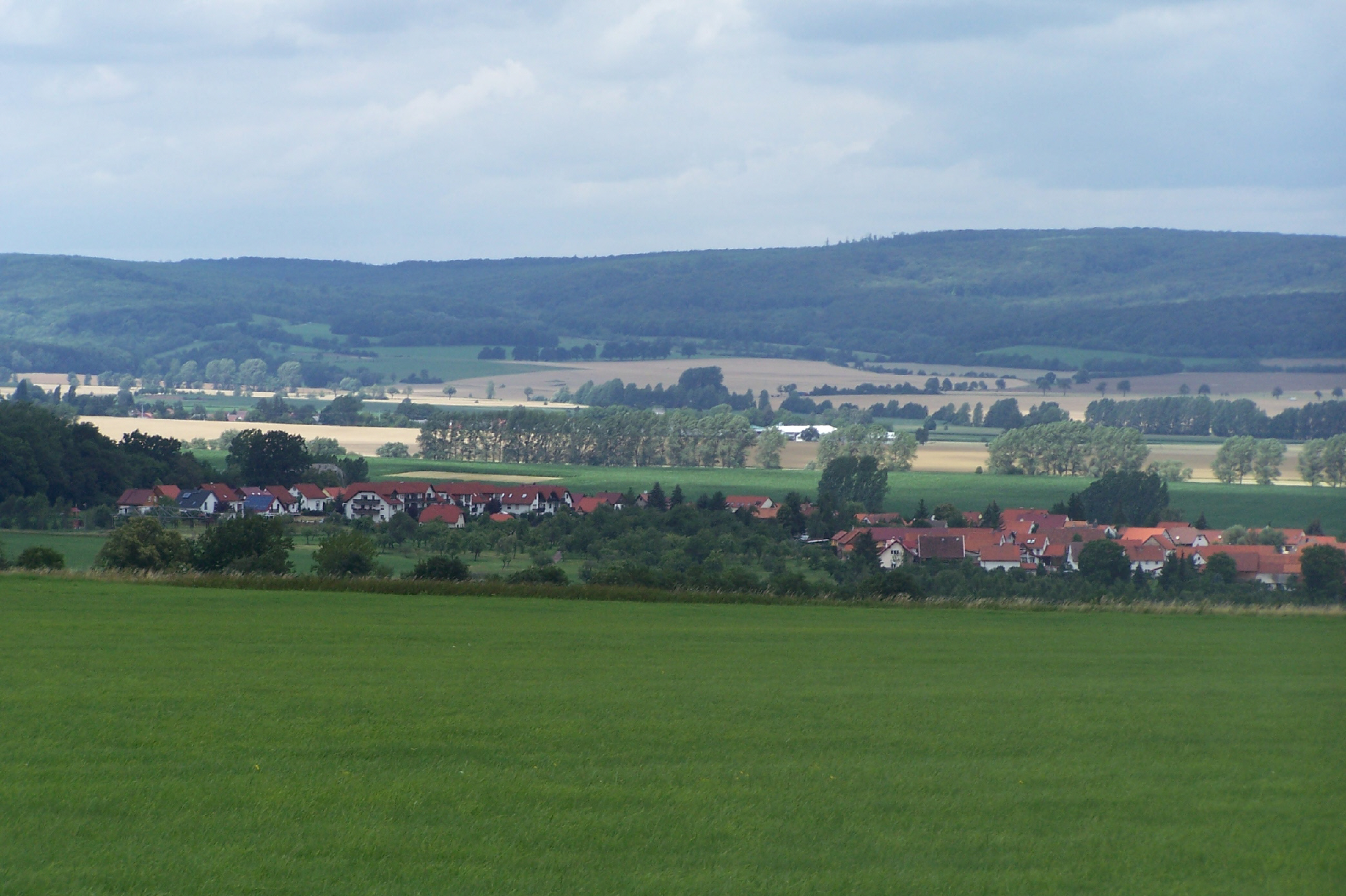
Vue générale de Haina

## Histoire
La première mention du village date du 18 mai 874 dans la décision prise par le roi Louis II de Germanie en faveur de Sigehard, abbé de Fulda dans la querelle qui l'opposait à l'archevêque de Mayence Liubert, quant à la perception de la dîme en Thuringe.
La position privilégié de Haina, sur une des routes les plus importantes du Saint-Empire romain germanique en font une étape pour tous les voyageurs de marque. Un péage y est installé ainsi qu'un marché signalé dès 1273.
Haina a fait partie du duché de Saxe-Cobourg-Gotha (cercle de Waltershausen). 
En 1922, après la création du land de Thuringe, Haina est intégrée au nouvel arrondissement de Gotha avant de rejoindre le district d'Erfurt en 1949 pendant la période de la République démocratique allemande jusqu'en 1990. 

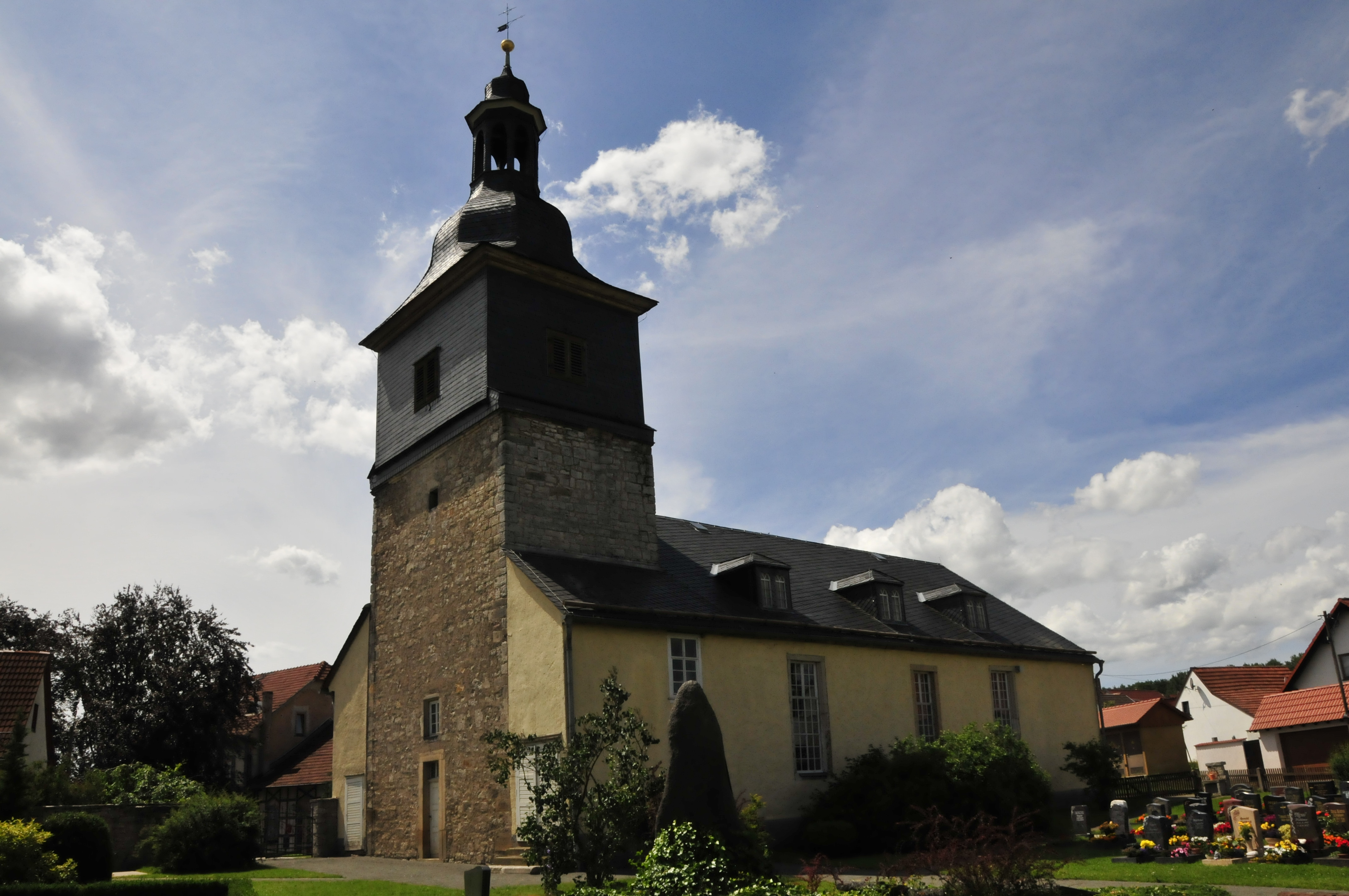
L'église de Haina

## Démographie
| 1910 | 1933 | 1939 | 1995 | 2000 | 2005 | 2010 |
| ---- | ---- | ---- | ---- | ---- | ---- | ---- |
| 420  | 473  | 455  | 511  | 554  | 510  | 487  |

## Communications
La commune est traversée par la route K11 qui rejoint Friedrichswerth à l'est et Ebenheim au sud. 